# 純青
「純青」（じゅんせい）は花田優一のデビューシングル。2020年9月27日に配信シングルとしてリリースされた。

## 概要
靴職人やアーティスト、タレントなどとして活動する花田優一の歌手デビュー曲。2020年9月16日に自身のInstagramで歌手デビューを発表した。配信日の2020年9月27日は花田の25歳の誕生日でもある。
本楽曲は花田が歌唱を担当しているだけでなく、ジャケットデザインや衣装、映像といった楽曲に関わる全てを花田がセルフプロデュースを手掛けた。作詞・作曲にも携わったが、花田にとって初めての楽曲制作である。花田は音楽を習った経験はなかったが、海外の生活で音楽と向き合う時間が多かったことが功を奏したという。
花田によるボーカルと伴奏はピアノのみというシンプルな構成になっており、ピアノ演奏は菅野大地が担当。また、歌詞は花田が十代の頃に海外留学していた際に書き溜めていた詩が基となっている。花田曰く、「不安と自信の狭間に立つ、等身大の人間の姿」を表現したもので、「『綺麗なもの』ではなく、『生々しさ』が音楽で表現できれば」と、シンプルな構成ながら深い楽曲を目指して制作された。
タイトルの「純青」は純粋な青という意味の花田による造語。未熟で青臭かった十代当時の自分自身の心境と、海外でホームシックになったとに見上げた空の色を表しているという。
ミュージックビデオの監督は写真家である大橋仁が担当。MV中の衣装についても、「むき出しの花田優一の姿をここに収めたい」といった理由からシンプルなものが採用されている。

## 収録曲
1. 純青
  - 作詞：Yuichi Hanada
  - 作曲：Marchin、Osamu Nishimoto、Yuichi Hanada

## 歌手デビューについての反響や楽曲の評価
ミュージシャン活動は花田の想定にはなかったものの、2019年末、音楽関係者との飲みの席の場で花田のカラオケでの歌声についてに触れられ、「そういえば、優一の声ってメチャクチャ良いよね」「天性のものがあるよ」とおだてられたことがきっかけで音楽にのめり込んでいったという。
花田優一の本職が靴職人でありながらも、タレント活動等、本職から逸脱した活動が目立ち、靴の納期問題などで取り沙汰されている中での歌手デビュー発表だったことから、更に靴の納期が遅れることが不安視され、「すべてが中途半端」「七光り感がはんぱない」「彼は一体どこへ行こうとしているんだろうか…」「人生なめすぎ…お気楽でうらやましいわ」などといった多くの辛辣な批判が挙がった。
花田は歌を歌うことも好みながらもカラオケを嗜む程度であり、「ボイストレーニングはしていない」と話している。しかしながら、9月28日放送の日本テレビ『情報ライブ ミヤネ屋』で生歌を披露した際には、美声ともいえる細い歌声を披露し、MCの宮根誠司からは番組内で褒められていた。また、花田に対する批判を中心としていたアサジョの記事内でも「思ったよりは上手かった」「まあカラオケならそこそこ聞けるレベルだね」といった歌唱力については否定しきれていない意見が挙がっていた。音楽評論家の石黒隆之は「（世間が期待する花田優一像との食い違いから）無難すぎて話題にならない」としながらも、「熱く歌い上げるのではなく、サラッと流している感じがプロっぽい」「音だけだったら、清水翔太あたりと勘違いしてしまう」「欠点のなさが欠点と言いたくなるほど、文句がつけられない」と評した。また、放送作家の山田美保子も「なかなかお上手なので驚きました」と花田の歌唱力を褒め、両親も歌が上手かったことについて触れている。
その後、2021年4月28日放送のテレビ朝日『みえる』でも花田は本曲の生歌を披露。MCの東野幸治や佐々木久美はしみじみと聞き入り、ネット上の反応も「上手くて聴き入ってしまった」と称賛の声が挙がった。
しかしながら、花田の父親である貴乃花光司は、花田に靴職人に専念してほしい趣旨の発言をしていたこともあり、歌手デビューについては立腹している様子である。2021年1月の取材の場で、花田の歌手デビューについて話が及ぼうとすると「完全に勘当していますので」と答え、本楽曲についても「聞いていません」と回答している。